# Carinzia (regione statistica slovena)
La Carinzia (ufficialmente in sloveno Koroška statistična regija) è una delle 12 regioni statistiche in cui è suddivisa la Slovenia.
Ne fanno parte una città  e i seguenti 12 comuni:
| Stemma | Nome               | Mappa | Superficie km² | Popolazione (2014) | Densità Ab./km² |
| ------ | ------------------ | ----- | -------------- | ------------------ | --------------- |
|        | Črna na Koroškem   |       | 156,0          | 3.406              | 22              |
|        | Dravograd          |       | 105,0          | 8.910              | 85              |
|        | Mežica             |       | 26,4           | 3.619              | 137             |
|        | Mislinja           |       | 112,2          | 4.622              | 41              |
|        | Muta               |       | 38,8           | 3.423              | 88              |
|        | Podvelka           |       | 103,9          | 2.446              | 24              |
|        | Prevalje           |       | 58,1           | 6.787              | 117             |
|        | Radlje ob Dravi    |       | 93,9           | 6.264              | 67              |
|        | Ravne na Koroškem  |       | 63,4           | 11.340             | 179             |
|        | Ribnica na Pohorju |       | 59,3           | 1.183              | 20              |
|        | Slovenj Gradec     |       | 173,7          | 16.839             | 97              |
|        | Vuzenica           |       | 50,1           | 2.707              | 54              |
|        | Totale:            |       | 1.040,8        | 71.546             | 69              |